# Massok
Massok est un village de la commune de Massock-Songloulou; située dans le département de la Sanaga-Maritime et la région du Littoral au Cameroun. Il est situé sur la route qui lie Ngambe à Edéa, à 26 km de Ngambe.

## Population
En 1967, Massok comptait 181 habitants, principalement Bassa.
Lors du recensement de 2005, 211 personnes y ont été dénombrées.